# Stybbspröding
Stybbspröding (Psathyrella pennata) är en svampart som först beskrevs av Elias Fries, och fick sitt nu gällande namn av A. Pearson & Dennis 1948. Stybbspröding ingår i släktet Psathyrella och familjen Psathyrellaceae.  Arten är reproducerande i Sverige. Inga underarter finns listade i Catalogue of Life.